# Dabru Emet
Dabru Emet (en hébreu דברו אמת « Dire la vérité ») est un document sur les relations entre judaïsme et christianisme, signé par plus de 220 rabbins et intellectuels juifs à titre personnel et non pas collectif ni représentatif d'un courant du judaïsme.
Rédigée aux États-Unis à l'initiative du National Jewish Scholars Project, cette déclaration parut pour la première fois en septembre 2000 dans le New York Times. Depuis lors, elle a été utilisée dans différents programmes d'éducation de la communauté juive américaine.
La déclaration rappelle les différences théologiques entre le judaïsme et le christianisme tout en tenant compte de leurs points communs. Elle adopte le point de vue du judaïsme mais ne constitue pas pour autant un document officiel. Elle a fait l'objet de controverses.

## Critiques de Dabru Emet
- How not to conduct Jewish-Christian dialogue Jon D Levenson; Commentary; Dec 2001; Vol. 112(5)
- Jewish-Christian dialogue Jon D Levenson; Commentary; Apr 2002; Vol. 113(4)